# Hermann Härtel (Maler)

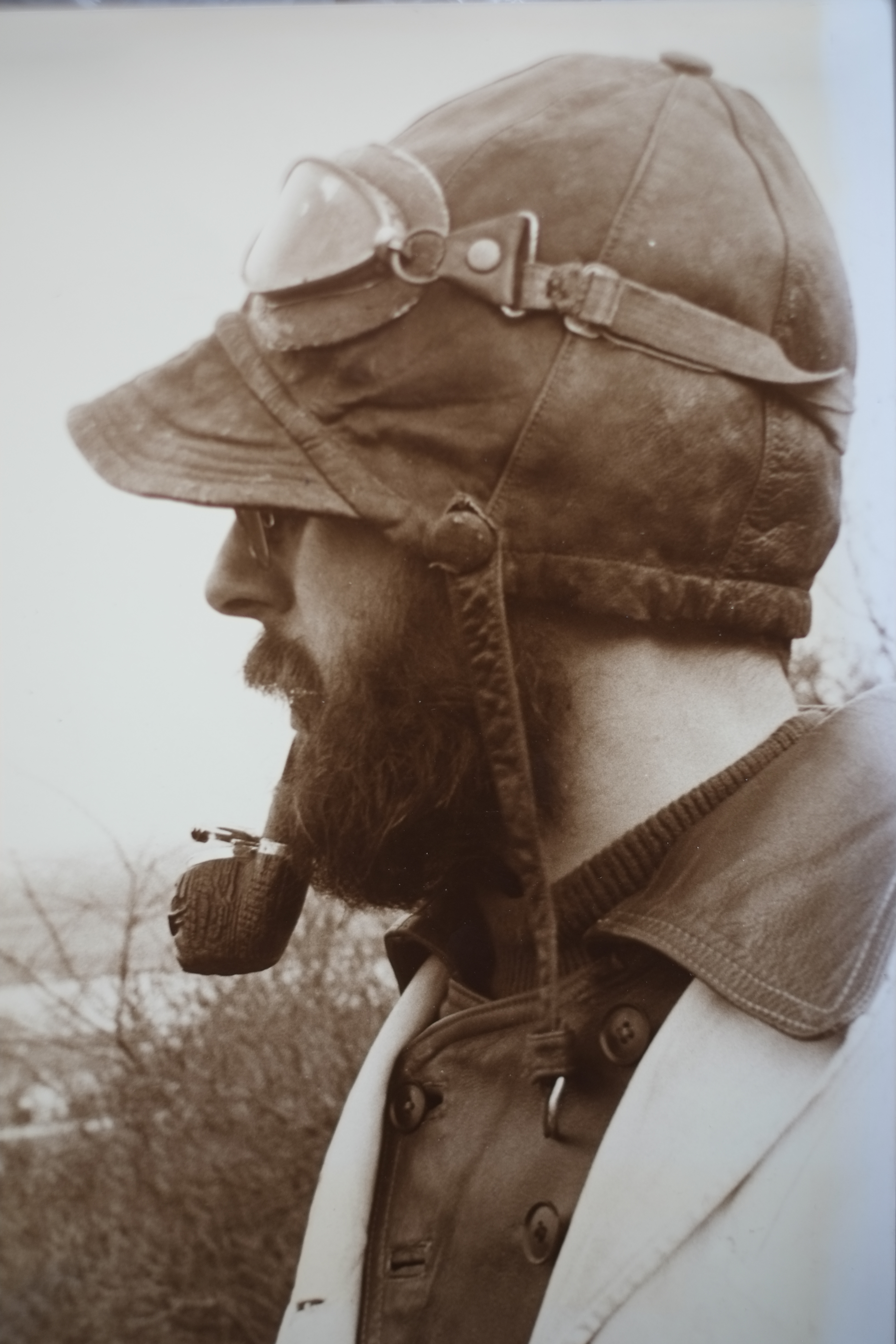
Der Aeronaut Hermann Härtel

Hermann Härtel (* 7. August 1943 in Klosterneuburg) ist ein österreichischer Maler, Grafiker und Buchillustrator. Er arbeitet als freischaffender Künstler. Er erhielt zahlreiche Preise und war in vielen Einzelausstellungen und Ausstellungsbeteiligungen im In- und Ausland vertreten. Sein Werk umfasst außerdem Publikationen und Buchillustrationen. Seine Arbeiten befinden sich in privaten und öffentlichen Sammlungen. 2019 erhielt er das Goldene Ehrenzeichen für Verdienste um das Bundesland Niederösterreich.

## Leben und Werk
Hermann Härtel wuchs im nahe bei Wien gelegenen Klosterneuburg auf. Sein Großvater war Kartograph im monarchischen Österreich, sein Vater war ein geschickter Modellbauer. Der Großvater war ein Arbeitskollege von Franz Karl Ginzkey, der nicht nur die niederösterreichische Landeshymne textete, sondern auch das Kinderbuch Hatschi Bratschis Luftballon schrieb (1904). Hinzu kamen Besuche im Technischen Museum Wien mit seinen Fliegern von Lilienthal und Etrich. Stark beeinflusst war er auch von Heimito von Doderers Romanen Die Strudlhofstiege und Die Menschwerdung des Amtsrates Julius Zihal.
In der Hochschule für angewandte Kunst Wien widmete er sich 1967/1968 zunächst dem Studium der malerischen und plastischen Formen bei Herbert Tasquil. Von 1968 bis 1972 war er Student in der Meisterklasse von Wolfgang Hutter. 1972 erfolgte der Abschluss seines Studiums mit dem Titel Magister artium. Er ist Mitglied des Künstlerhauses Wien.
1977 nahm er an einer Ballonfahrt in Bad Vöslau mit Josef Starkbaum teil. Diese Erfahrung wurde die Grundlage für viele seiner Arbeiten. Seit dieser Zeit hat Härtel mehrfach das Buch Hatschi Bratschis Luftballon von Franz Karl Ginzkey illustriert. Flugpioniere wie Leonardo da Vinci, Gustav Weißkopf, Igo Etrich oder Otto Lilienthal und Charles Lindbergh inspirierten ihn zu einigen seiner aeronautischen Arbeiten. Der Flug der Vögel, aviatische Begegnungen u. ä. führt zu nautischen und aeronautischen Apperzeptionen, die sich zunächst in Objekten manifestieren und erst später zu Zeichnungen und Gemälden werden.

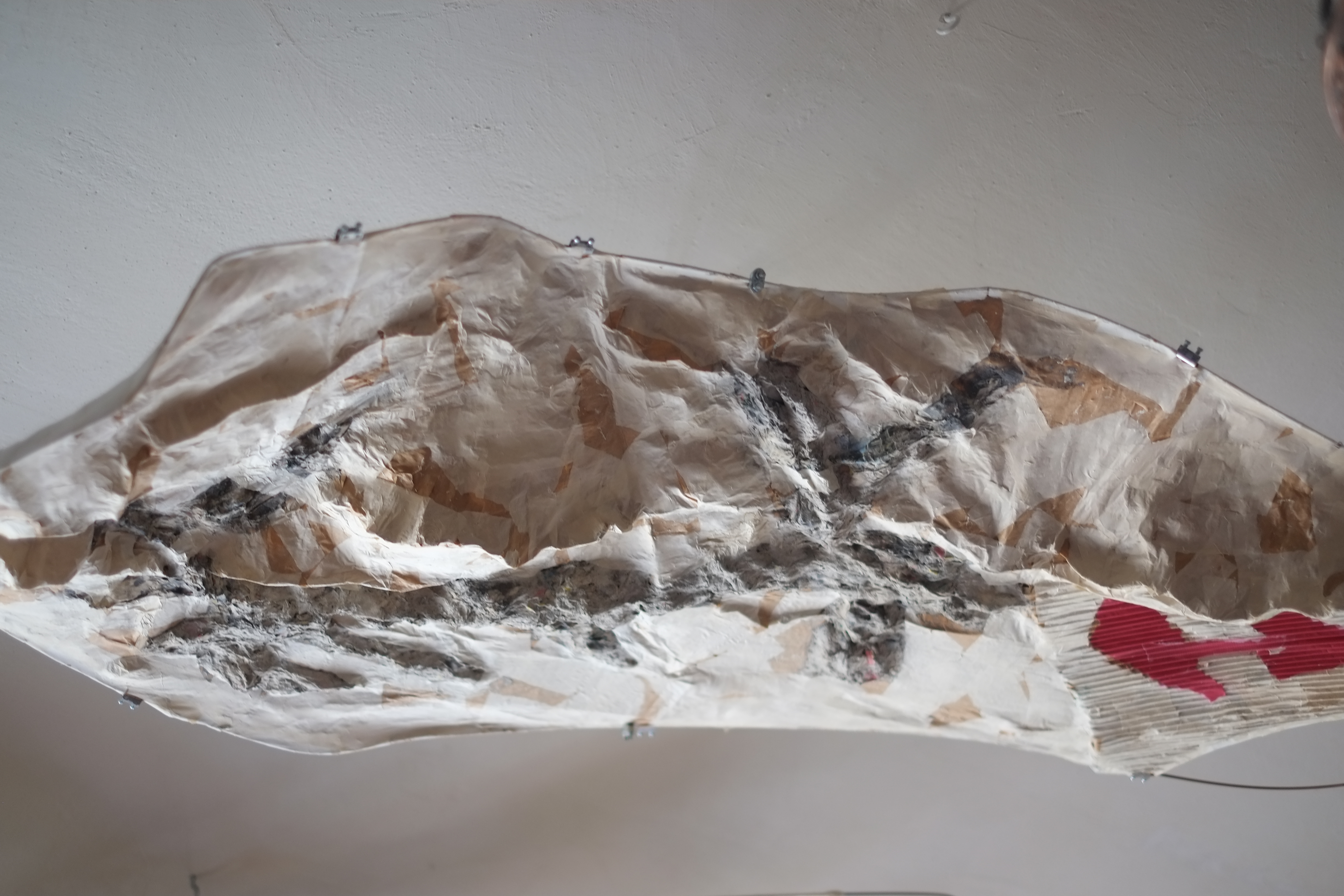
Aeronautisches Flugobjekt von Hermann Härtel

Aus der kartographischen und aeronautischen Beschäftigung entwickelte Härtel nicht nur Grafik und Malerei, sondern auch Flugobjekte. Deren Grundkonstruktion und Träger sind meist geformte CU-Drähte, die mit verschiedenen Papieren collageartig überzogen werden. Da Härtel das Archiv des Zweirad-Weltreisenden Gustav Sztavjanik (1907–1944) besitzt, unternahm er auf dessen Spuren aus den Jahren von 1924 bis 1931 eine imaginäre Zweiradfahrt, die in vielen künstlerischen Objekten mündete.
Zuvor entstanden viele Arbeiten in unterschiedlichen grafischen Techniken und reicher Bandbreite von niederösterreichischen Landschaften etwa aus der Vogelperspektive sowie exakte Veduten von Sehenswürdigkeiten aus Wien und Umgebung. Durch den Zusammenbruch des Grafik-Marktes sowie wegen fehlender Sammler musste er dieses Betätigungsfeld fast gänzlich beenden, um seine grafische Begabung schließlich der Buchillustration zur Verfügung zu stellen, die einen Hauptbestandteil seines Œuvres darstellt. Die Grafiken sowie die Grafik-Mappen haben Härtel beim österreichischen Publikum einst bekannt gemacht.

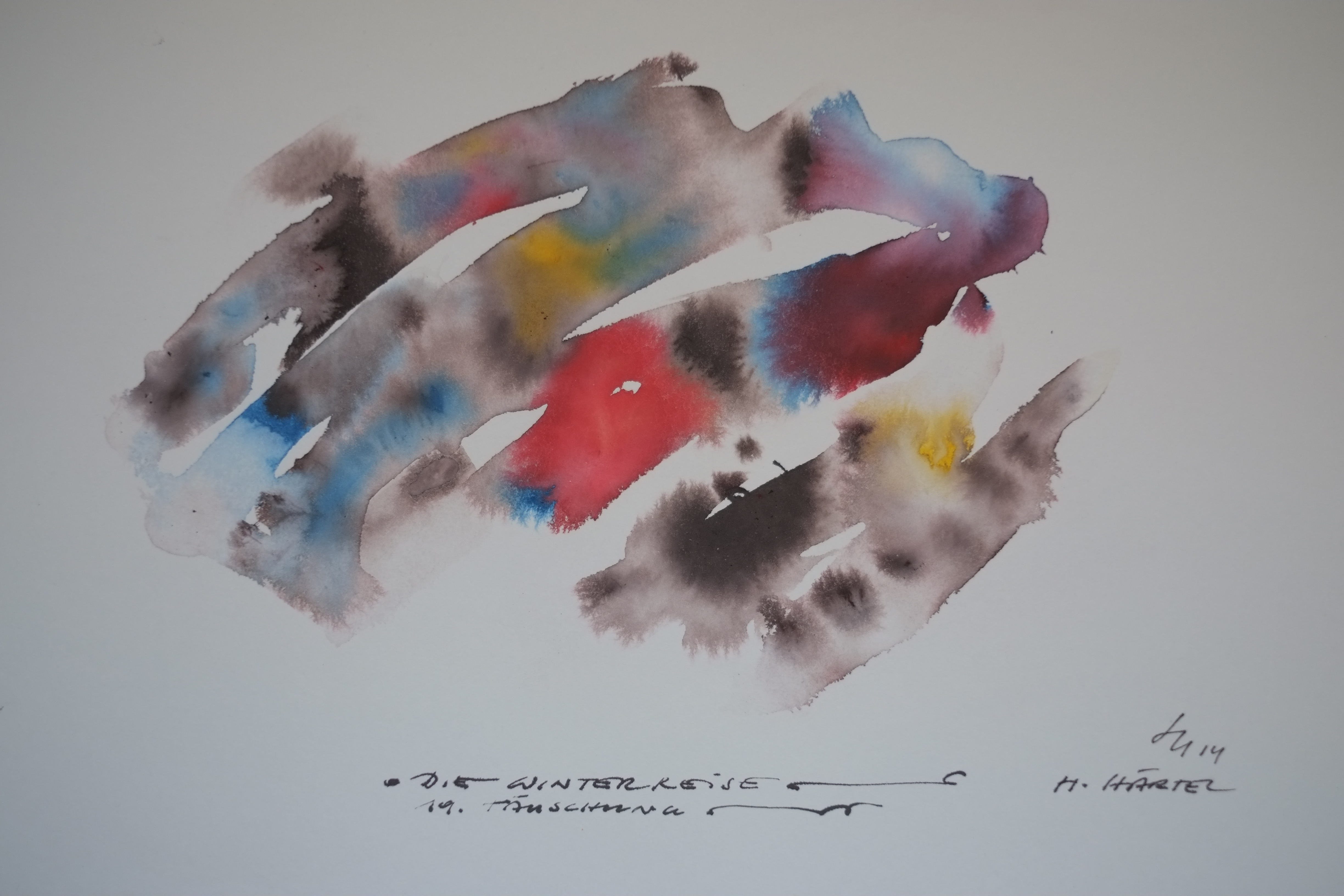
Aquarell von Hermann Härtel aus dem Zyklus „Die Winterreise“

Seit seiner Ausstellung in Scheuchenstein 2019 gestaltet er in Mischtechniken auch Himmelsbilder mit hoch aufgetürmten Wolken, wohl als Hommage an den österreichischen Maler Friedrich Gauermann. Heute beschäftigt er sich zumeist mit literarischen Stoffen, die er entweder illustriert oder ganz neu interpretiert. So zum Beispiel Wilhelm Müllers Die schöne Müllerin oder Die Winterreise, Joseph von Eichendorffs Weihnachten oder Mondnacht, Theodor Fontanes John Maynard, Emmanuel Geibels Es muss doch Frühling werden und Johann Wolfgang von Goethes Osterspaziergang aus Faust I.

## Werke (Auswahl)

### Grafische Mappenwerke
- 1982: Unterm Leopoldsberg, Verlag Edition Tusch (Wien), Kassette mit zwölf Radierungen, handsign. und num., Auflage 75 Stk.
- 1985: Sievering, Hrsg. und Text: H. R. Scheffer, Mappe mit sieben Radierungen, handsign. und num., Auflage 88 Stk.
- 1986: Die Wachau, Verlag Herold (Wien), Text: Rotraut Hackermüller, Mappe mit vierzehn Radierungen, handsign. und num., Auflage 120 Stk.
- 1986: Hatschi Bratschis Luftballon, Hrsg. Edition Galerie Zentrum (Wien), Mappe mit zehn Radierungen, handsign. und num., Auflage 150 Stk.
- 1987: Dornbach / Neuwaldegg, Hrsg. Hermann Härtel (Eigenverlag), Mappe mit sechs Radierungen, handsign. und num., Auflage 88 Stk.

### Buchillustrationen
- 1977: Otto Wagner – Bauten, Verlag Kapri (Wien), Text: Hans Bisanz.
- 1977: Sonnensegel Mais – auf der Grundwasserwelle, Verlag Pioneer Saaten GmbH, Text: Eva Braunegger.
- 1978: Die Ballonfahrt, Verlag Kapri (Wien), Text: Kurt Kahl.
- 1987: Der Zug der Einhörner, Verlag Edition Atelier (Wien), Text: Helmuth A. Niederle, ISBN 3-7008-0345-1.
- 1988: Die Ballonfahrt, Verlag Jungbrunnen (Wien), Text: Paula Kühn, ISBN 3-7026-5612-X.
- 1998: Schreiber, eine Fuge und andere Capritschi, Verlag Der Apfel (Wien), Text: Helmuth A. Niederle, ISBN 3-85450-061-0.
- 2000: Mit dem Zweirad um die Welt, Verlag Haymon (Innsbruck), Text: Maria Rennhofer, ISBN 3-85218-327-8.
- 2003: Im Treibhaus der Nacht, Verlag Vier-Viertel (Wien), Text: Helmuth A. Niederle, ISBN 3-902141-06-9.
- 2004: Wie es mir gefällt – Ein Confibulatorium, Verlag Literaturedition Niederösterreich (St. Pölten), Text: Helmuth A. Niederle, ISBN 3-90-1117-75-X.
- 2004: Das Christkindl-Geheimnis, Verlag Weishaupt (Gnas), Text: Hermann Härtel (Cousin, * 25. August 1949), ISBN 3-7059-0193-1.
- 2010: Das Herz eines Vogels, Verlag Edition Thurnhof (Horn), Text: Ingo Cesaro, ISBN 978-3-900678-08-1.
- 2013: Vom Lesen der Bilder, Verlag Literaturedition Niederösterreich (St. Pölten), Text: Herbert Pauli, ISBN 978-3-902717-19-1.
- 2016: Das Nikolo-Geheimnis, Verlag Weishaupt (Gnas), Text: Hermann Härtel (Cousin, * 25. August 1949), ISBN 978-3-7059-0394-4.

### DVD
- 2007: Härtel & Härtel, Sense – Mähen – Fechsung, Video: Hermann Härtel.
- 2011: Aeronautische Apperzeptionen, Hermann Härtel, Video: Alfred Hueter.
- o. Jg.: Apperzeptive Akte, Hermann Härtel, Video: Alfred Hueter.

### Briefmarkenentwürfe
- 1985: NÖ Landesausstellung Klosterneuburg – Der heilige Leopold.
- 1986: 250. Geburtstag von Johann Georg Albrechtsberger.
- 1988: 75 Jahre Wiener Konzerthaus.